# Leptostylus perniciosus
Leptostylus perniciosus es una especie de escarabajo longicornio del género Leptostylus, categorizada en la tribu Acanthocinini, de la subfamilia Lamiinae. Fue descrita por Monné & Hoffmann en 1981.

## Descripción
Mide 6,3-9,7 mm de longitud.

## Distribución
Se distribuye por Argentina, Bolivia, Brasil, Guyana, Guayana Francesa, Paraguay y Surinam.